# Volo 174: caduta libera
Volo 174: caduta libera (Falling from the Sky: Flight 174) è un film per la televisione del 1995 diretto da Jorge Montesi. Il film è basato su eventi realmente accaduti e racconta la storia del volo Air Canada 143, un Boeing 767-200 che il 23 luglio 1983 rimase senza carburante a causa di un errore nel calcolo del rifornimento e fu costretto a un atterraggio di emergenza.

## Trama
Il film segue la vicenda del volo Air Canada 143, decollato da Montréal con destinazione Edmonton. Durante il volo, i piloti si accorgono di un'anomalia nei sistemi di misurazione del carburante e, poco dopo, i motori si spengono completamente. Senza alcuna propulsione, il capitano Bob Pearson e il primo ufficiale Maurice Quintal tentano un atterraggio di emergenza presso la pista dismessa della base aerea di Gimli, riuscendo a salvare tutti i passeggeri a bordo.

## Produzione
Il film è stato prodotto per la televisione ed è stato trasmesso per la prima volta nel 1995. La narrazione si basa su testimonianze reali ed è stata adattata per fini drammatici. Alcuni nomi e dettagli sono stati modificati per esigenze narrative.

## Accoglienza
Il film è stato generalmente ben accolto dal pubblico, soprattutto dagli appassionati di aviazione, per la sua accuratezza nel rappresentare le procedure di emergenza e le difficoltà affrontate dall’equipaggio. Tuttavia, alcuni dettagli tecnici sono stati semplificati per rendere la trama più accessibile agli spettatori.